# Ürümqi
Ürümqi o Urumqi o anche Urumchi (pronunciato [uːˈruːmtʃi]; uiguro: ئۈرۈمچی, traslitterato: Ürümqi; cinese semplificato: 乌鲁木齐; cinese tradizionale: 烏魯木齊; pinyin: Wūlǔmùqí), con una popolazione di circa 2.100.000 (5.100.000 contando l'area metropolitana) è la capitale della Regione autonoma dello Xinjiang della Repubblica Popolare Cinese, nel nord-ovest del Paese.
Si tratta del principale centro economico, politico e tecnologico dello Xinjiang. Essendo relativamente moderna, non ebbe mai un ruolo centrale nell'antica via della seta.

## Origini del nome
Durante la dinastia Qing (1762) la città venne chiamata Luntai o Dihua (pinyin: Díhuà; Manciù: Wen de dahabure fu) che significa "illuminare e civilizzare", un concetto che sembrava rappresentare l'atteggiamento dei sovrani della dinastia Qing nei confronti delle minoranze locali. Il 1º febbraio 1954 la città fu rinominata Ürümqi, ossia il "magnifico pascolo".

## Geografia fisica
Sita a un'altitudine di 900 metri sopra il livello del mare, appena sotto le pendici settentrionali del Tian Shan, Ürümqi è situata in una verde oasi fra l'elevato ghiacciaio del Bogda Feng, il vasto lago salato a oriente, la rotonda collina meridionale coperta da pini e l'alternanza di campi e dune di sabbia della depressione della Zungaria.
Come più grande città nella parte occidentale della Cina, Ürümqi ha guadagnato un posto nel Guinness dei primati come la più remota città da qualsiasi mare nel mondo a una distanza di circa 2500 chilometri (1553 miglia) dalla più vicina costa dell'oceano Indiano (la città di Ürümqi è molto vicina al polo dell'inaccessibilità eurasiatico). La città si estende per un'ampia area di circa 11.000 km².

## Storia
La dinastia Han occidentale mandò le sue truppe nei pressi dell'odierna Ürümqi affinché si introducesse l'agricoltura nelle praterie della regione. I Tang fondarono diverse città nell'area in modo da poter sviluppare la via della seta settentrionale.
La città venne fondata nel 1767 da coloni ed esuli cinesi con il nome di Díhuà sulla riva del fiume Ürümqi. Acquisì importanza con l'apertura di miniere d'argento e di piombo e con l'espansione militare dell'imperatore Qianlong nella regione della Zungaria. Nel 1864 vi scoppiò una rivolta musulmana guidata da Tuo Ming, che si autoproclamò "re musulmano puro e vero" ma che fu presto rovesciato dalle truppe kashgarie di Yakub Beg a Kucha.
Nel 1882 l'allora Díhuà divenne capoluogo dello Xinjiang e vide susseguirsi una serie di lotte intestine tra governatori e funzionari che si contendevano il potere. Nel 1916 il governatore Yang Zengxin invitò a un banchetto tutti i funzionari ritenuti delle spie, ai quali vennero servite le rispettive teste una per una. Egli stesso poi venne ucciso nel 1928 in un altro banchetto assieme a diversi ufficiali. Successivamente la presenza dell'Unione sovietica si fece sempre più ingerente negli affari politici dello Xinjiang: nel 1935 i sovietici intervennero in aiuto del governo cinese nel sedare la rivolta musulmana di Ma Zhongying e in cambio ottennero esclusivi accordi in materia di commercio, settore minerario e petrolifero. L'influenza sovietica si fece ancor più forte dopo il 1949 sino alla crisi sino-sovietica del 1960.
Agli inizi del Novecento la città veniva chiamata occasionalmente Hongmiaozi ("tempio rosso") dai locali ed era divisa in tre parti: la città murata dai cinesi, l'antica borgo originario (sempre circondato da mura) e il quartiere dei rifugiati russi.

## Monumenti e luoghi d'interesse

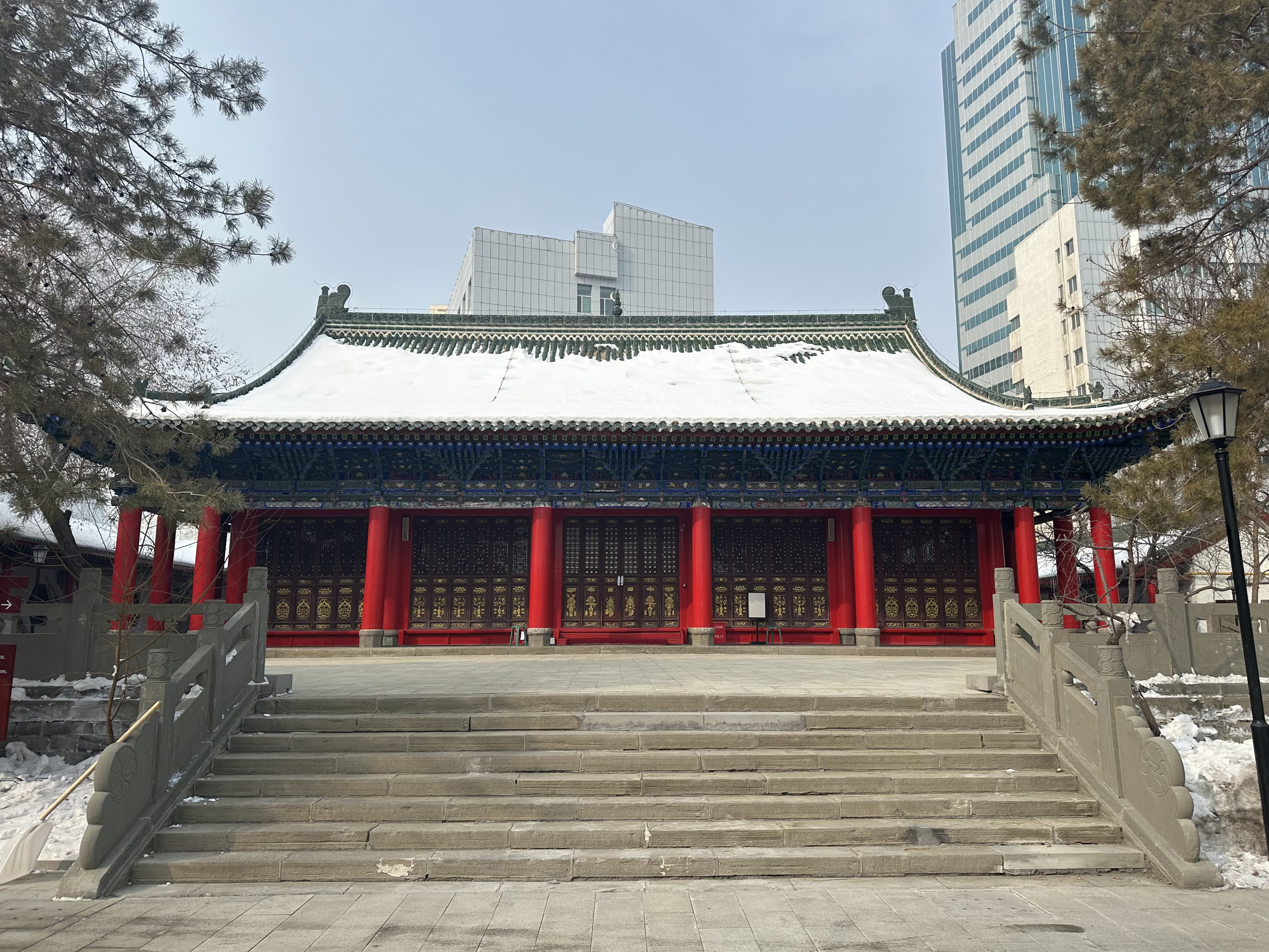
La moschea dello Shaanxi

A Ürümqi vi sono edifici in stile uiguro, come la Grande sala che si trova di fronte all'Hotel Kunlun e l'Ospedale delle minoranze sulla via Ya'an. Vi sono anche alcuni edifici in stile russo con tetti in ferro verdi, facciate di stucco dipinte in blu, giallo e bianco, e portici colonnati degli anni cinquanta del Novecento. Uno di questi esempi è l'Ospedale militare della regione occidentale sulla via Youhao.
In città vi sono oltre 100 moschee costruite soprattutto dopo il 1978, anno in cui le leggi antireligiose del governo cinese si attenuarono. La più grande di esse è la moschea dello Shaanxi sulla via Heping Nan, a sudest del Teatro del Popolo di piazza Nanmen. Questa moschea venne costruita durante la dinastia Qing grazie alle donazioni dei musulmani dello Shaanxi. La moschea Yanghang, detta moschea tatara in quanto edificata nel 1897 grazie alle donazioni di quella comunità, si trova alla fine della via Jiefang ed è il luogo di culto principale per i musulmani di Ürümqi, e possiede una scuola coranica e dormitori per gli imam. La città ospita anche cinque chiese cristiane, di cui una ortodossa.
Tra i numerosi bazar della città si menziona quello di Erdao Qiao, sulla via Jiefang Nan, dove tra l'altro è sita anche la moschea meridionale. Questo bazar è noto per le numerose bancarelle di cibo (noodle, šašlyk), tappeti, tessuti (seta tradizionale uigura aidelaixi e cotone cinese) e manufatti artigianali come i coltelli della contea di Yengisar.
Uno dei punti più panoramici di Ürümqi è la collina Hong Shan ("monte rosso"), a 910 m di altezza sulla riva orientale del fiume Ürümqi, sulla quale vi sono svariati padiglioni della pagoda Zhenglong, uno dei simboli principali della città. Oltre a questa vennero costruite molte altre pagode sulla collina di Hong Shan, rendendola un vero e proprio centro buddista, ma furono bruciate dai diversi signori della guerra che si susseguirono nel corso del tempo.
Il Parco del Popolo (chiamato un tempo Parco Hongshan) venne costruito nel 1883 e ospita il "lago dello specchio" (Jian Hu), padiglioni ornamentali, uno zoo, un parco di divertimenti per bambini e un edificio chiamato Sala della fenice rossa che piange nel sole del mattino, costruito nel 1918 su modello del museo del Palazzo di Pechino.
A circa 20 km a sudest da Ürümqi si trovano i resti dell'antica città di Wulapo, che durante la dinastia Tang controllava la rotta da Turfan verso lo Xinjiang meridionale.

## Società

### Etnie e minoranze straniere
La popolazione di Ürümqi è prevalentemente han, ma vi sono anche minoranze di hui, uiguri, kazaki, manciù, mongoli, xibe e russi.

## Geografia antropica

### Suddivisioni amministrative
- Distretto di Tianshan
- Distretto di Saybag
- Distretto di Xinshi
- Distretto di Shuimogou
- Distretto di Toutunhe
- Distretto di Dabancheng
- Distretto di Midong
- Contea di Ürümqi

## Infrastrutture e trasporti
La città è attraversata dalla strada nazionale 312, che la collega a Shanghai ed è snodo fondamentale sulla lunghissima strada che collega l'Atlantico con il Pacifico. È servita dall'aeroporto di Ürümqi-Diwopu.
La ferrovia Ürümqi-Mosca è stata aperta al traffico passeggeri alla fine del 1991.

## Cultura

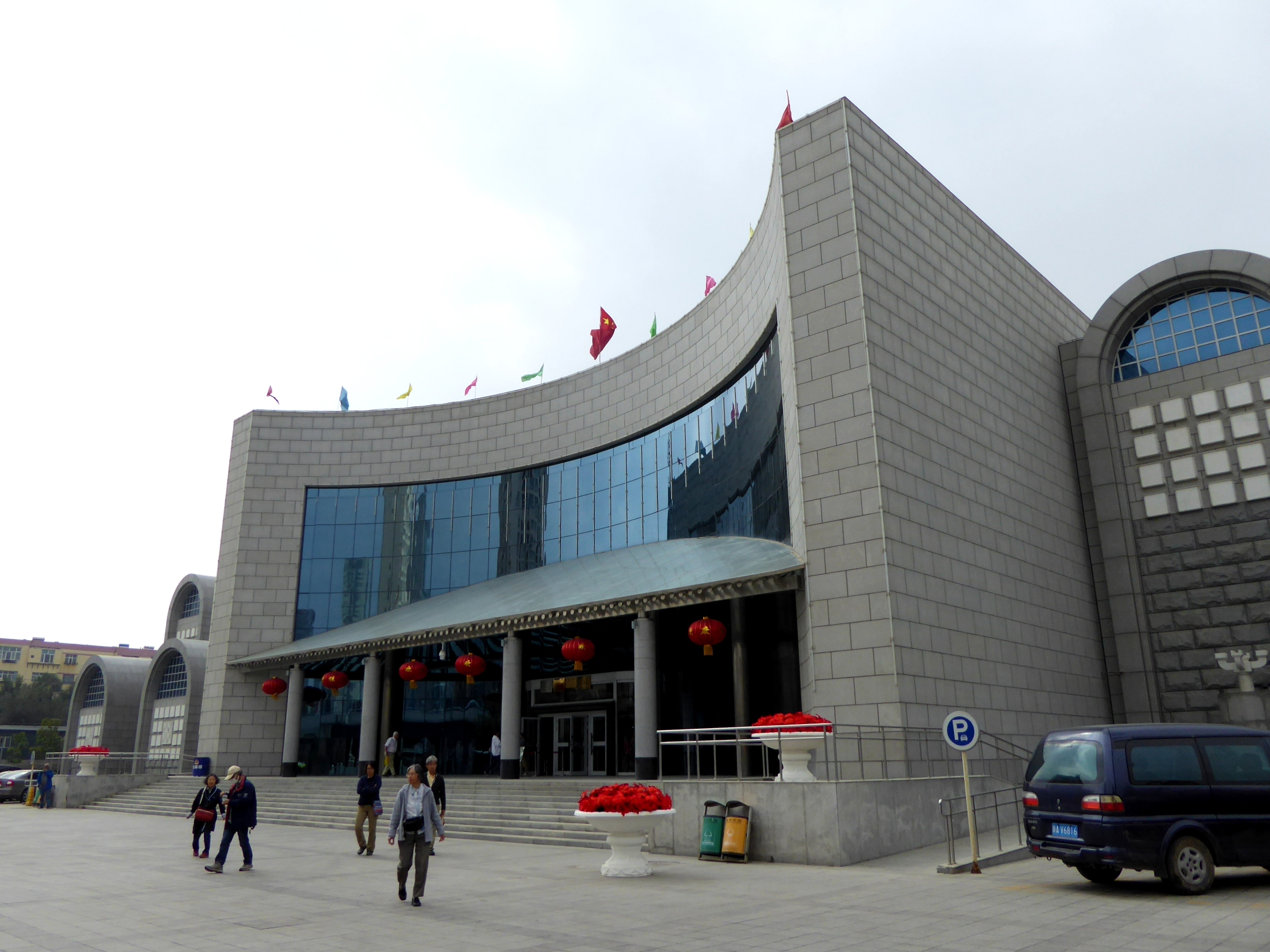
Il museo regionale dello Xinjiang

### Istruzione

#### Università
- Università dello Xinjiang
- Università Normale dello Xinjiang
- Università agricola dello Xinjiang
- Istituto d'arte dello Xinjiang
- Università della Finanza e dell'Economia dello Xinjiang
- Università Vocazionale di Ürümqi
- Istituto Vocazionale e Tecnico dello Xinjiang
- Università medica dello Xinjiang

### Musei
Il museo regionale dello Xinjiang contiene i tesori della via della seta e reperti appartenenti alle culture minoritarie dello Xinjiang.